# Frittura profonda

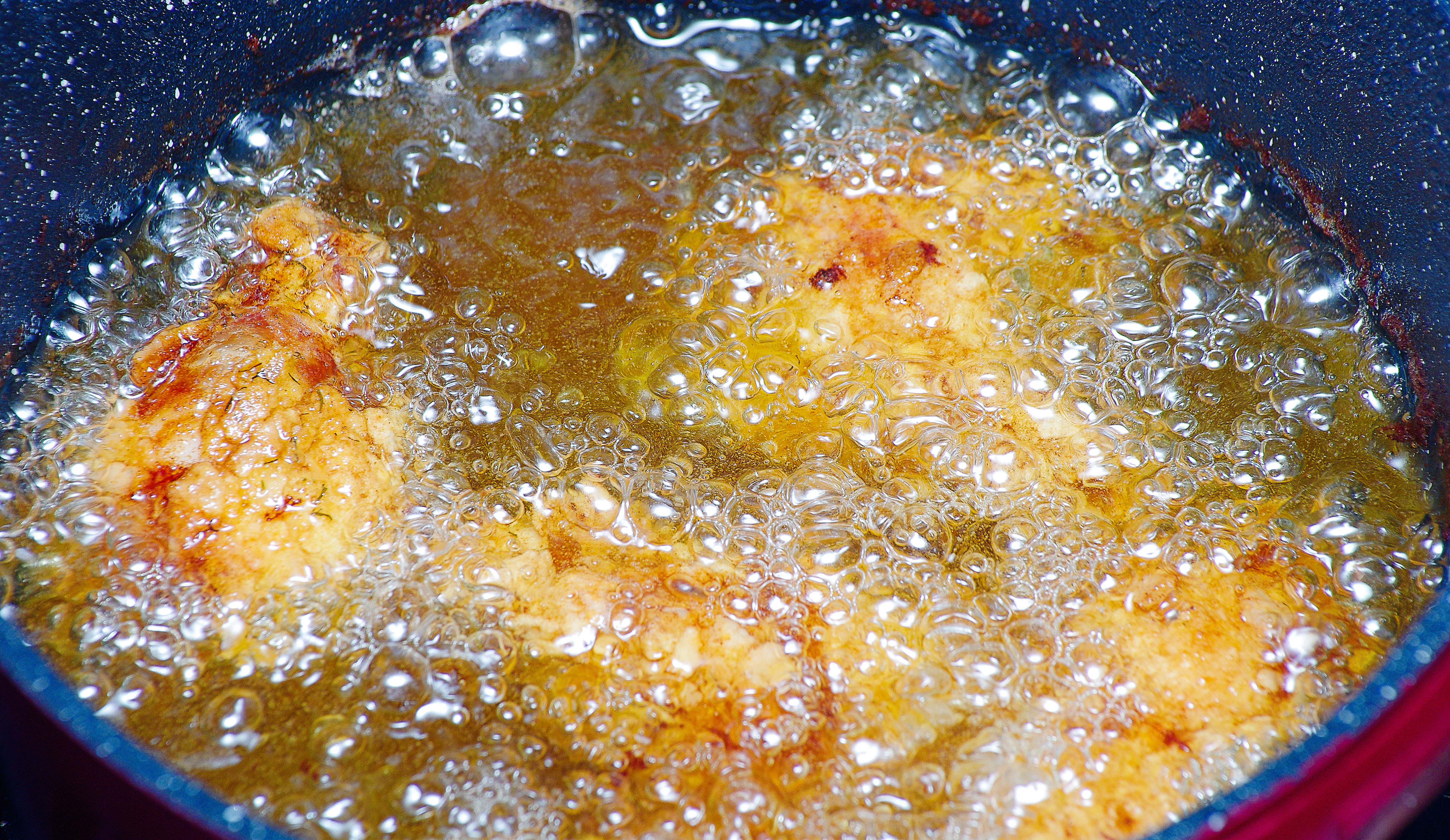
Ali di pollo fritte in profondità

La frittura profonda (detta anche frittura in profondità o in immersione) è un metodo di cottura nel quale il cibo è immerso completamente in un grasso caldo, più comunemente nell'olio, piuttosto che in uno strato sottile, come avviene nella frittura convenzionale, fatta in padella. Normalmente, a questo scopo si usa una friggitrice o una friggitrice per patate; industrialmente, si può usare una friggitrice a pressione o una friggitrice sottovuoto. La frittura profonda si può eseguire anche usando olio che è riscaldato in una pentola. La frittura profonda è classificata come metodo di cottura con grasso bollente. Tipicamente, i cibi della frittura profonda cuociono rapidamente: tutti i lati del cibo sono cotti simultaneamente, in quanto l'olio ha un alto tasso di conduzione del calore.
Il termine "frittura profonda" (in inglese deep frying o anche deep-fat frying) e molti cibi moderni fritti in profondità furono inventati solo nel XIX secolo, ma la pratica è in circolazione da millenni. Le prime testimonianze e i primi libri di cucina suggeriscono che essa sia cominciata in alcuni paesi europei e arabi prima di diffondersi altrove.
La frittura profonda è ormai popolare in tutto il mondo, e i cibi fritti in profondità rappresentano una grande porzione del consumo calorico globale. Molti cibi sono fritti in profondità e intorno a questa pratica culinaria si sono sviluppate vere e proprie culture, soprattutto negli Stati Uniti meridionali, dove si tengono molti eventi dedicati al cibo fritto e a tutto ciò che lo riguarda.

## Storia

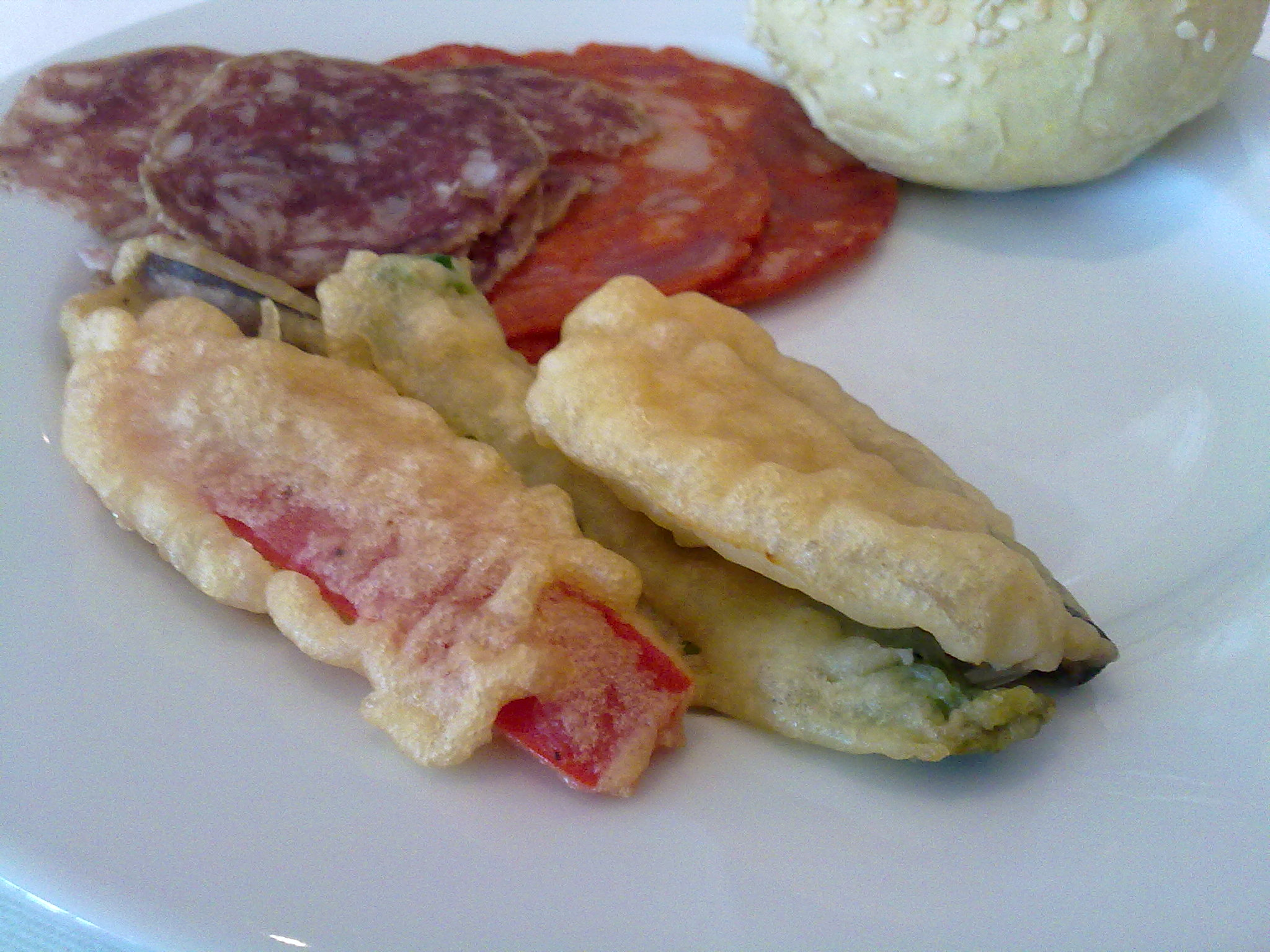
Peixinhos da horta, l'antenato portoghese del tempura giapponese

L'espressione inglese deep-fried ("fritto in profondità") è attestata dall'inizio del XX secolo; fried chicken ("pollo fritto") è del 1832.
La frittura del cibo in olio di oliva è attestata nella Grecia classica dal V secolo a.C. circa. Il libro di cucina tardo-romano De re coquinaria di Marco Gavio Apicio (circa 400), sembra annoverare il primo uso della frittura profonda da parte degli antichi Romani per preparare il pullum frontonianum, un piatto di pollo. La pratica della frittura profonda si diffuse in altre parti d'Europa e in Arabia nei secoli seguenti. I cibi fritti in profondità come gli strauben arrivarono in Europa settentrionale entro il XIII secolo, e ricette di pesce fritto in profondità sono state trovate in libri di cucina in Spagna e Portogallo verso lo stesso periodo. Il falafel arrivò in Oriente dalle migrazioni delle popolazioni dall'Egitto già nel XIV secolo. La frittura profonda del cibo in Giappone fu probabilmente introdotta dai Portoghesi nel XVI secolo.
Prove della frittura delle patate si possono trovare fin dalla fine del XVI secolo in Europa. Le patate fritte, inventate alla fine del XVIII secolo, divennero popolari nell'Europa occidentale dei primi del XIX secolo. Nel 1860 Joseph Malin combinò il pesce fritto in profondità con le patatine (chips, ossia le patate fritte) per aprire il primo negozio fish and chips di Londra.
La frittura profonda moderna negli Stati Uniti cominciò nel XIX secolo con la crescente popolarità della ghisa, particolarmente per il Sud americano, che portò allo sviluppo di molti piatti moderni fritti in profondità. Le ciambelle fritte (doughnuts) furono inventate a metà del XIX secolo, mentre cibi come gli anelli di cipolla, il tacchino fritto, e i corn dogs furono tutti inventati all'inizio del XX secolo. In anni recenti, la crescita del fast food ha allargato la diffusione dei cibi fritti in profondità, specialmente le patate fritte.

## Tecnica
La frittura profonda del cibo è definita come un processo in cui il cibo è immerso completamente in olio, bollente a temperature tipicamente tra 177 °C e 191 °C. Un metodo comune per preparare il cibo per la frittura profonda consiste nell'aggiungervi intorno molteplici strati di pastella, come farina di granturco, farina, o tempura; si può usare anche il pangrattato. Dopo che il cibo è immerso nell'olio, la sua superficie comincia a disidratarsi e subisce le reazioni di Maillard che scindono gli zuccheri e le proteine, creando l'esterno bruno dorato del cibo. Una volta che la superficie si è disidratata, forma una crosta che impedisce l'ulteriore assorbimento di olio. Il calore si conduce in tutto il cibo facendo denaturare le proteine, gelatinizzare gli amidi e ammorbidire le fibre alimentari.
Sebbene la maggior parte dei cibi abbiano bisogno di coperture di pastella per protezione durante la frittura, essa non è necessaria per la pasta e le patate cotte, perché il loro alto contenuto di amido le rende in grado di trattenere più umidità e di resistere alla contrazione. Le carni si possono cuocere prima della frittura profonda per assicurarsi che dentro siano pronte pur trattenendo la succulenza.
Quando viene eseguita correttamente, la frittura profonda non rende il cibo eccessivamente grasso, perché l'umidità nel cibo respinge l'olio. L'olio bollente riscalda l'acqua all'interno del cibo, trasformandola in vapore; l'olio non può andare in direzione contraria a questo potente flusso, perché (a causa della sua alta temperatura) il vapore acqueo spinge le bolle verso la superficie. Finché l'olio è abbastanza caldo e il cibo non vi è immerso troppo a lungo, la penetrazione dell'olio sarà confinata alla superficie esterna. I cibi fritti in profondità alle temperature corrette assorbono "non più di un paio di cucchiai da tavola per 21⁄2 tazze di olio" usato. Questo tasso di assorbimento dell'olio è all'incirca lo stesso che si verifica con la frittura bassa, come in una padella.

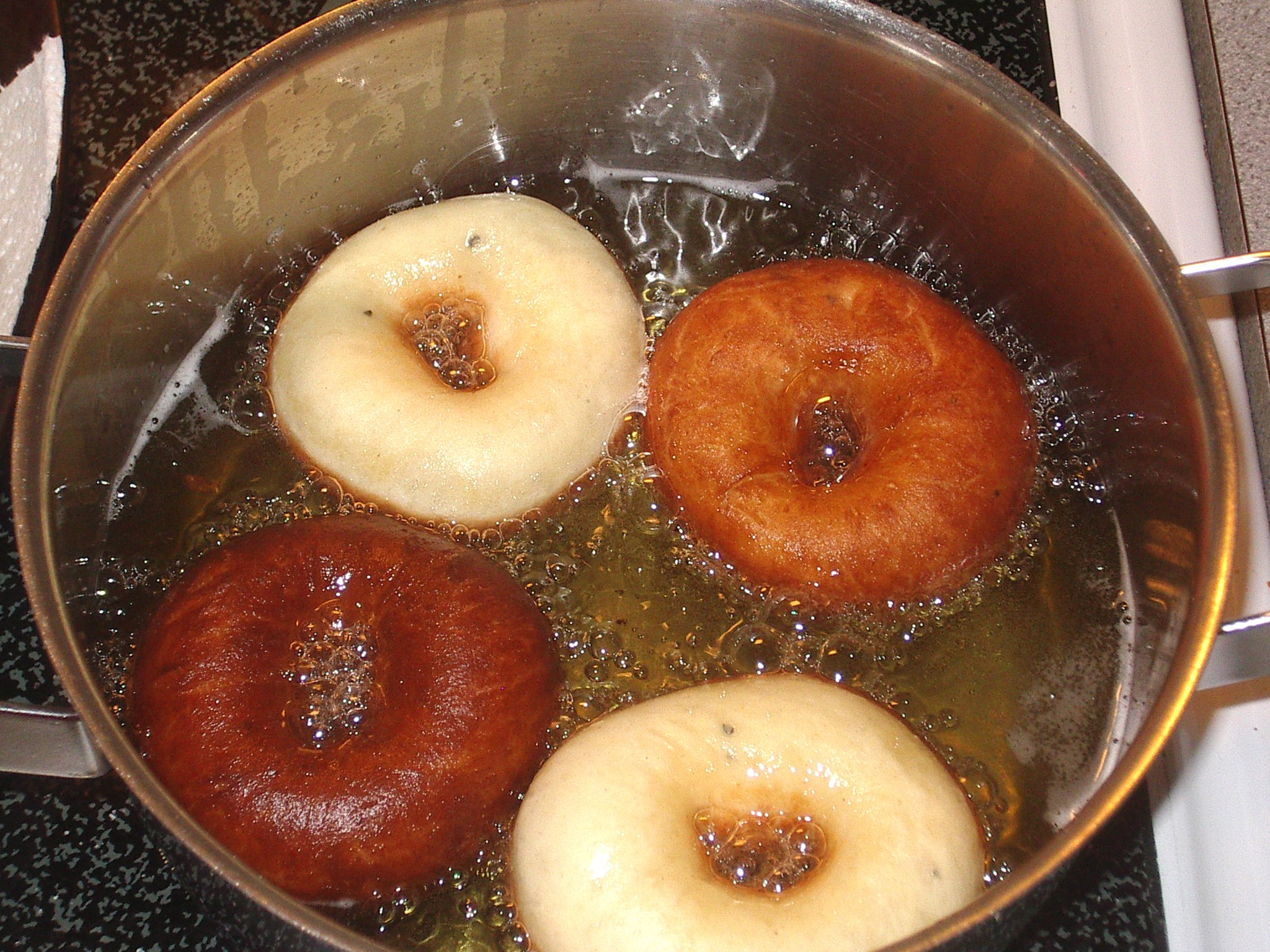
Smultring fritti in profondità

Tuttavia, se il cibo è cotto troppo a lungo nell'olio, gran parte dell'acqua sarà perduta e l'olio comincerà a penetrare nel cibo. La temperatura di frittura corretta dipende dallo spessore e dal tipo di cibo, ma nella maggior parte di casi è situata fra 177-191 °C. Una prova informale per una temperatura vicina a questo intervallo consiste nell'aggiungere una minuscola quantità di farina nell'olio e osservare per vedere se sfrigola senza bruciare immediatamente. Una seconda prova consiste nel mettere una porzione di cibo a friggere in profondità e osservarla mentre sprofonda e risale. Lo sprofondamento senza riemersione indica che l'olio è troppo freddo; l'assenza totale di sprofondamento indica che l'olio è troppo bollente.
Si raccomanda di pulire spesso le friggitrici per prevenire la contaminazione. Il processo di cottura con l'olio può anche contaminare le superfici vicine poiché l'olio può schizzare sulle aree adiacenti. I vapori dell'olio possono anche condensarsi su superfici più lontane come muri e soffitti. Prodotti come il detersivo per i piatti e il bicarbonato di sodio possono pulire efficacemente le superfici interessate.

## Utensili
La frittura profonda si fa con una friggitrice, con una padella come un wok o una pentola per friggere, con una cocotte, o una pentola in ghisa. Utensili addizionali sono i canestri per friggere, che si usano per contenere i cibi in una friggitrice e per scolarli quando si tolgono dall'olio, e i termometri da cucina, usati per misurare la temperatura dell'olio. Pinze, cucchiai fessurati, cucchiai di legno e setacci si possono usare per togliere o separare i cibi dall'olio bollente.
Gli utensili giapponesi per la frittura profonda includono lunghe bacchette di metallo; la pentola per la frittura profonda agemono-nabe, che è pesante per trattenere il calore e profonda per contenere l'olio; il mestolo con il retino ami-shakushi usato per raccogliere i resti della pastella; e la pentola con la griglia per asciugare l'olio abura-kiri.

Utensili per la frittura profonda
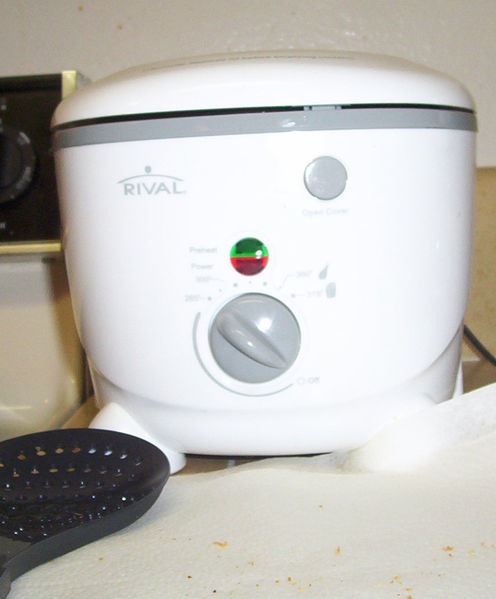
Una friggitrice con un cucchiaio fessurato, per togliere i cibi dall'olio bollente
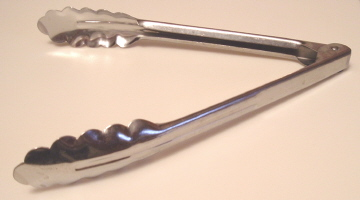
Pinza da cucina
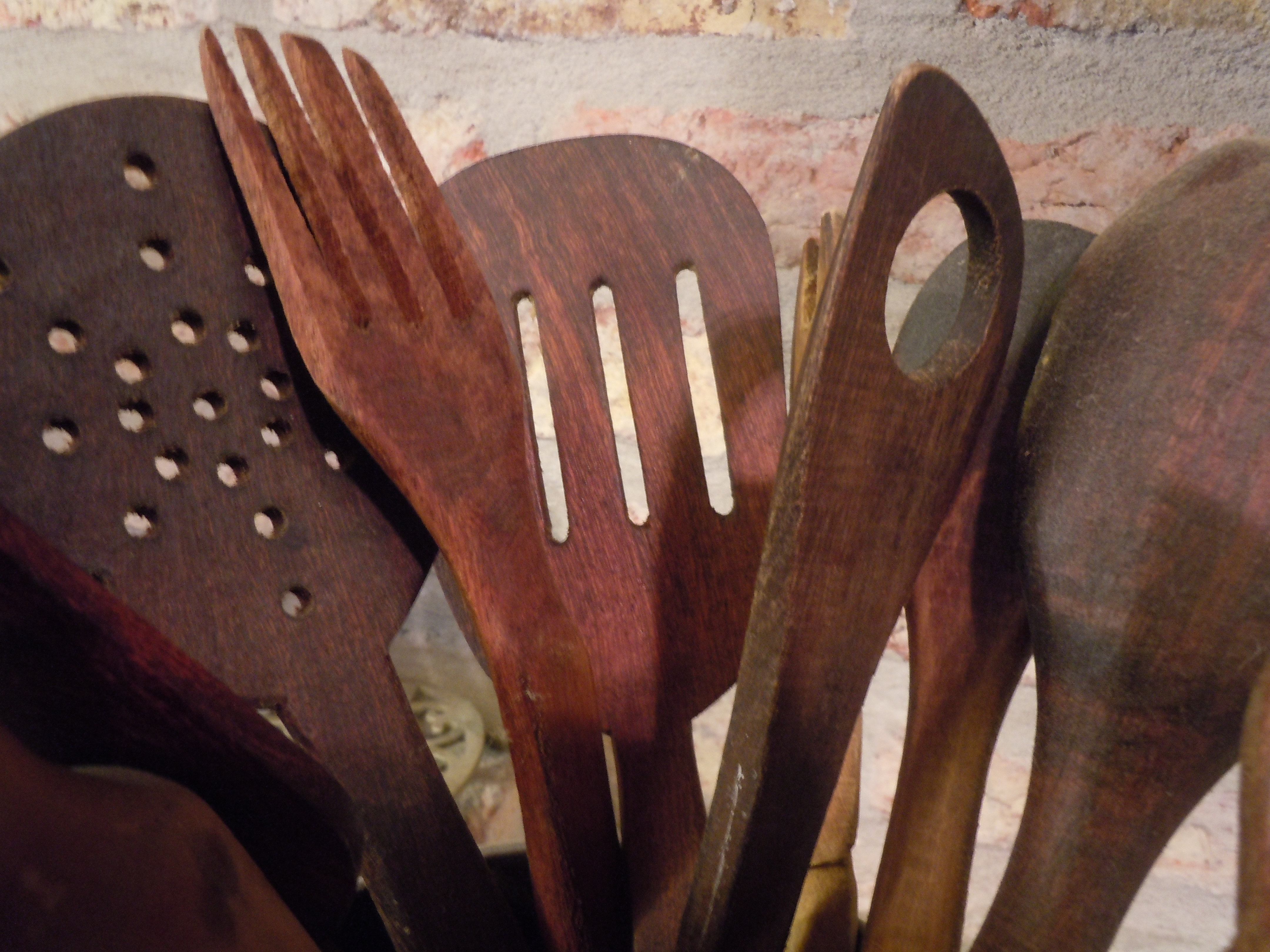
Cucchiai di legno fessurati e perforati
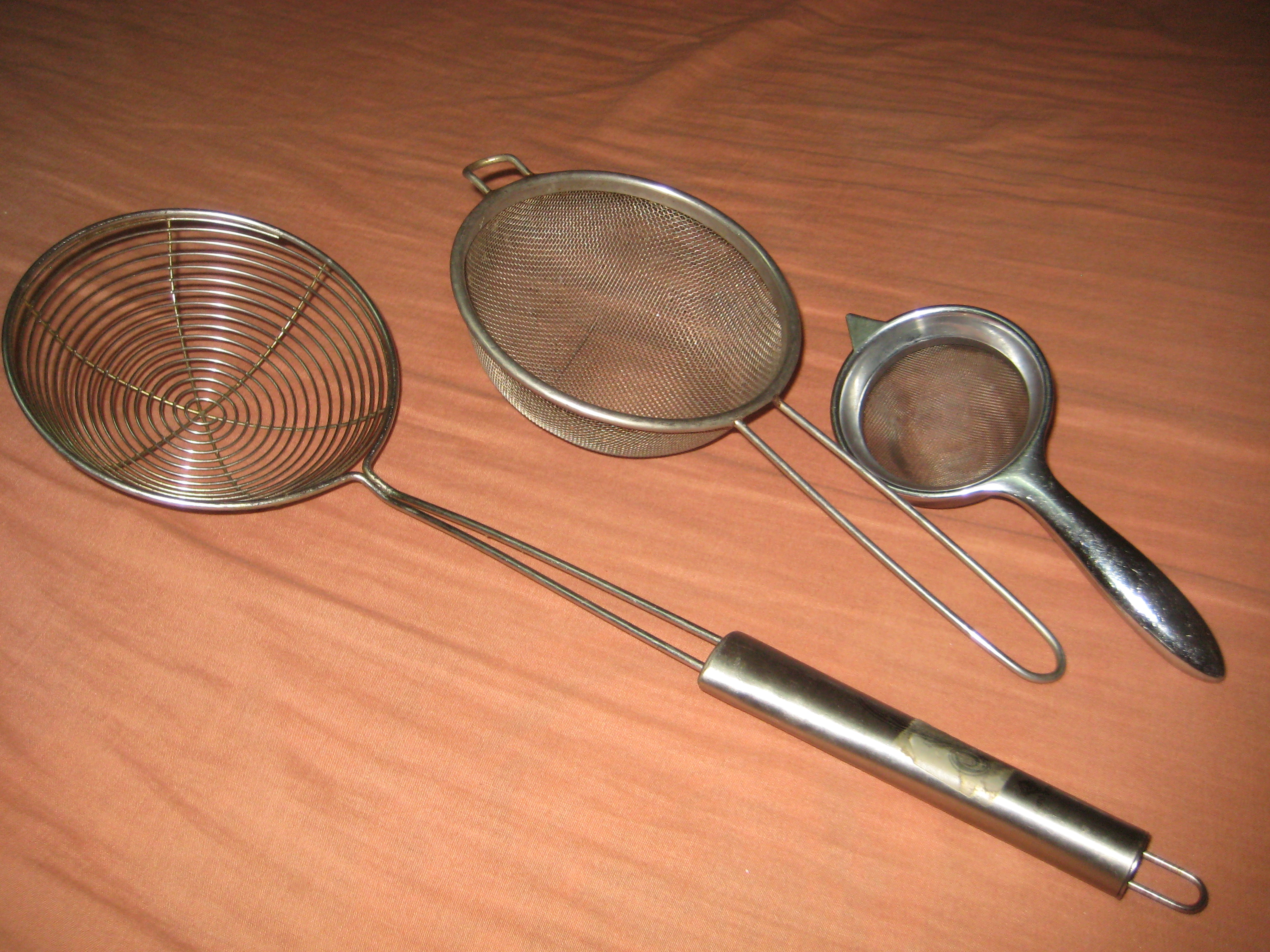
Vari setacci
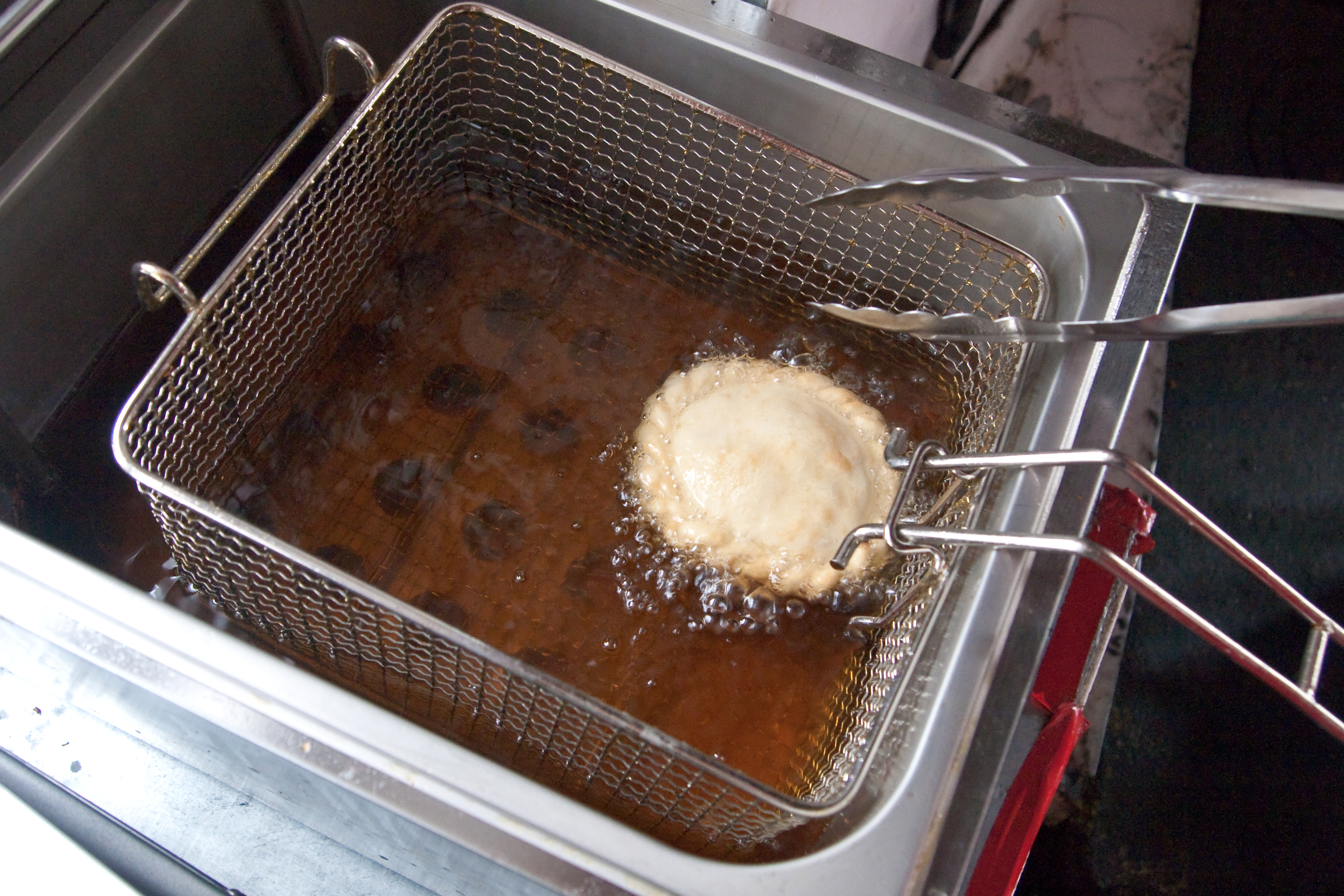
Un setaccio usato nella preparazione delle  empanadas
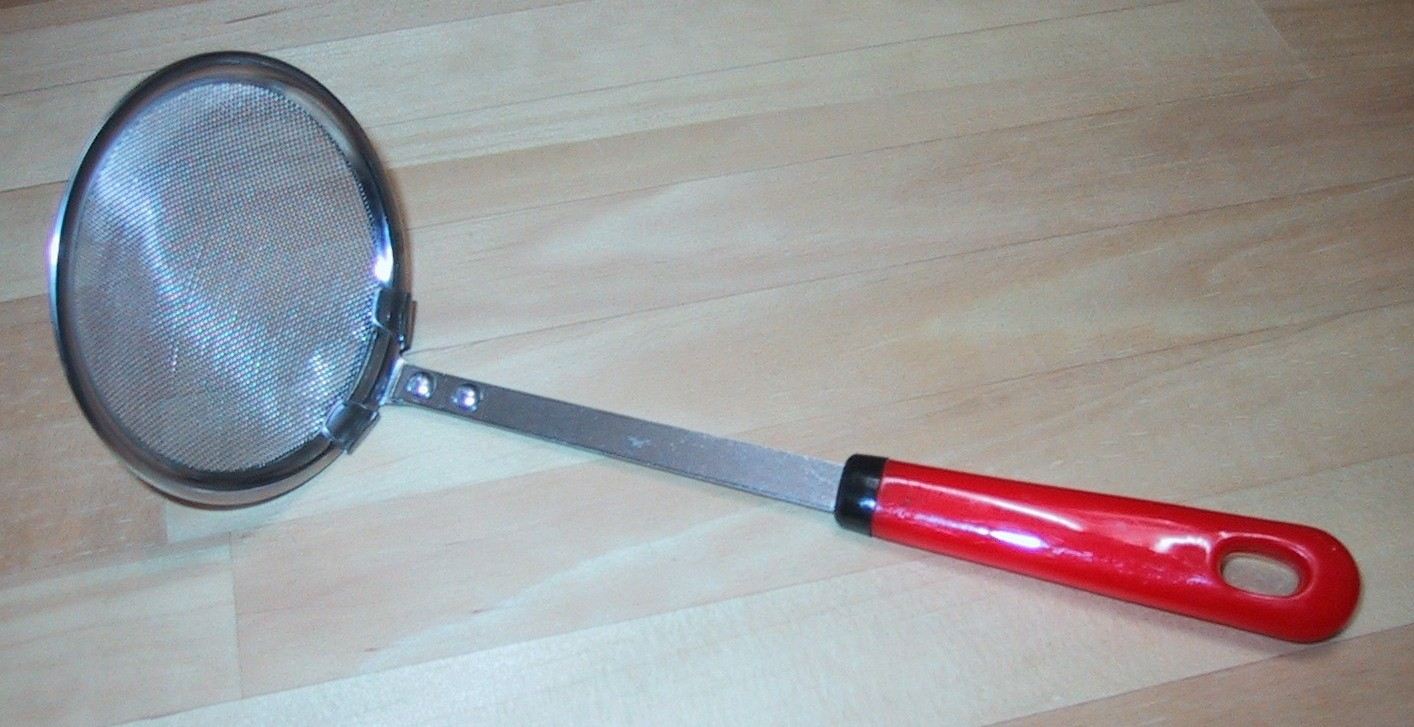
Un ami shakushi è un mestolo o ramaiolo giapponese che può essere usato per togliere piccoli pezzi di pastella durante la frittura del tempura

## Piatti, cibi e cultura
I cibi fritti in profondità sono comuni in molti paesi, e sono stati descritti come "un alimento base di quasi tutte le cucine da strada su tutti i continenti". Ci sono centinaia di piatti che sono associati alla frittura profonda, dato che la maggior parte dei cibi possono essere fritti in profondità. Tra questi cibi sono da includere, ad esempio, carne, pollame, pesce e verdure. Il fish and chips, ad esempio, combina il pesce e le patate, entrambe fritte in profondità. Le patate fritte, i doughnuts, gli anelli di cipolla e gli hushpuppies sono cibi fritti in profondità molto comuni. Altri cibi comuni fritti in profondità includono i pancakes cinesi fritti you bing, il jin deui sudest asiatico e il tempura giapponese. Tra i cibi fritti in profondità meno comuni sono da annoverare le foglie d'acero, i sandwich di burro di arachidi e gelatina, la pizza fritta in profondità,, le barrette Snickers e il gelato.
Negli Stati Uniti, il Chicago Tribune nota che "potete friggere in profondità quasi qualsiasi cosa". Il Sud degli Stati Uniti si è dimostrato un moderno centro di innovazione nel campo del cibo fritto in profondità. Secondo il proprietario di un ristorante di frittura profonda nel Sud, "Se qualcosa è commestibile, puoi scommettere che qualcuno a sud della linea Mason-Dixon ha provato a cuocerlo nell'olio".

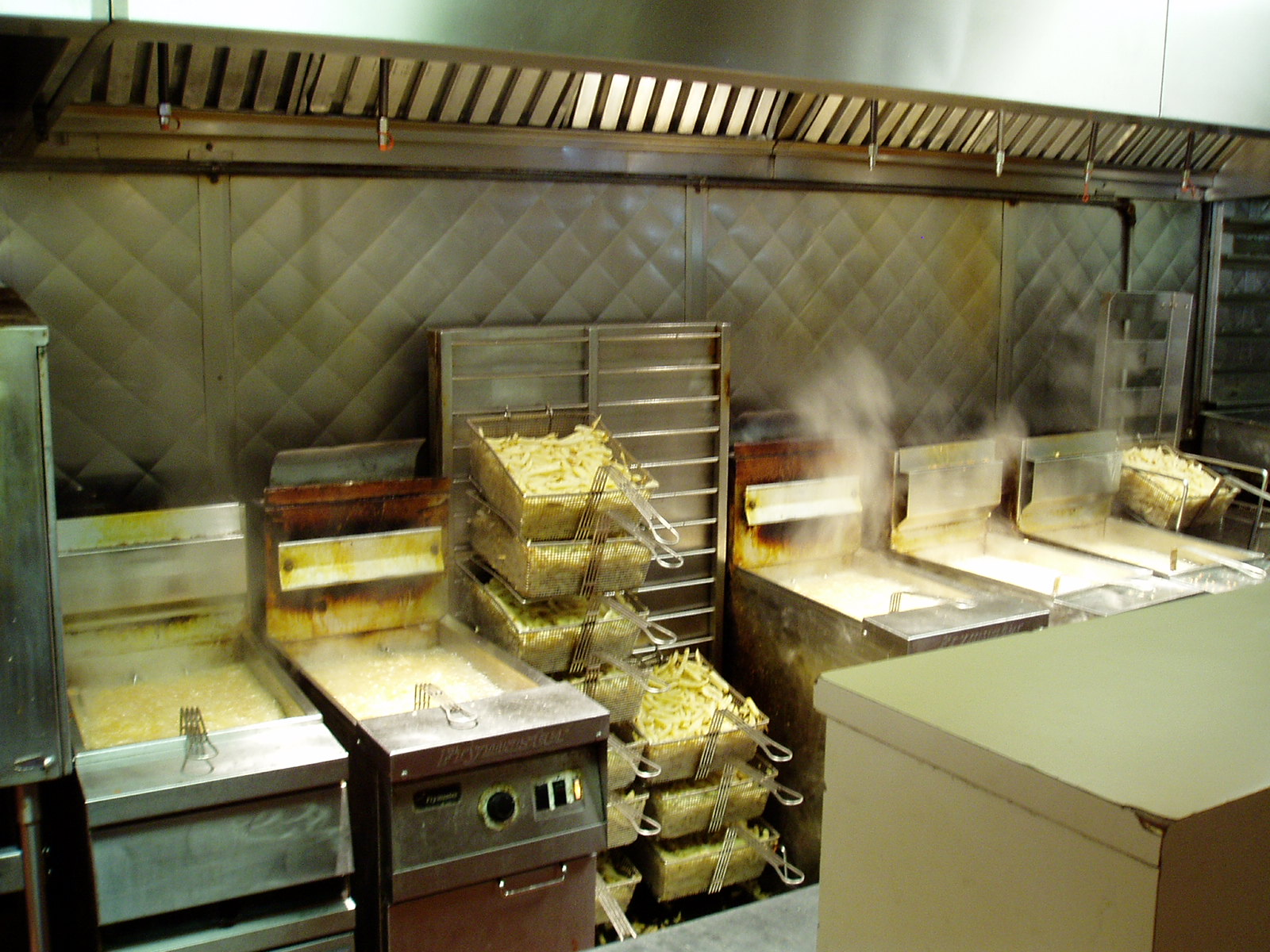
Patate fritte cotte in una fila di friggitrici
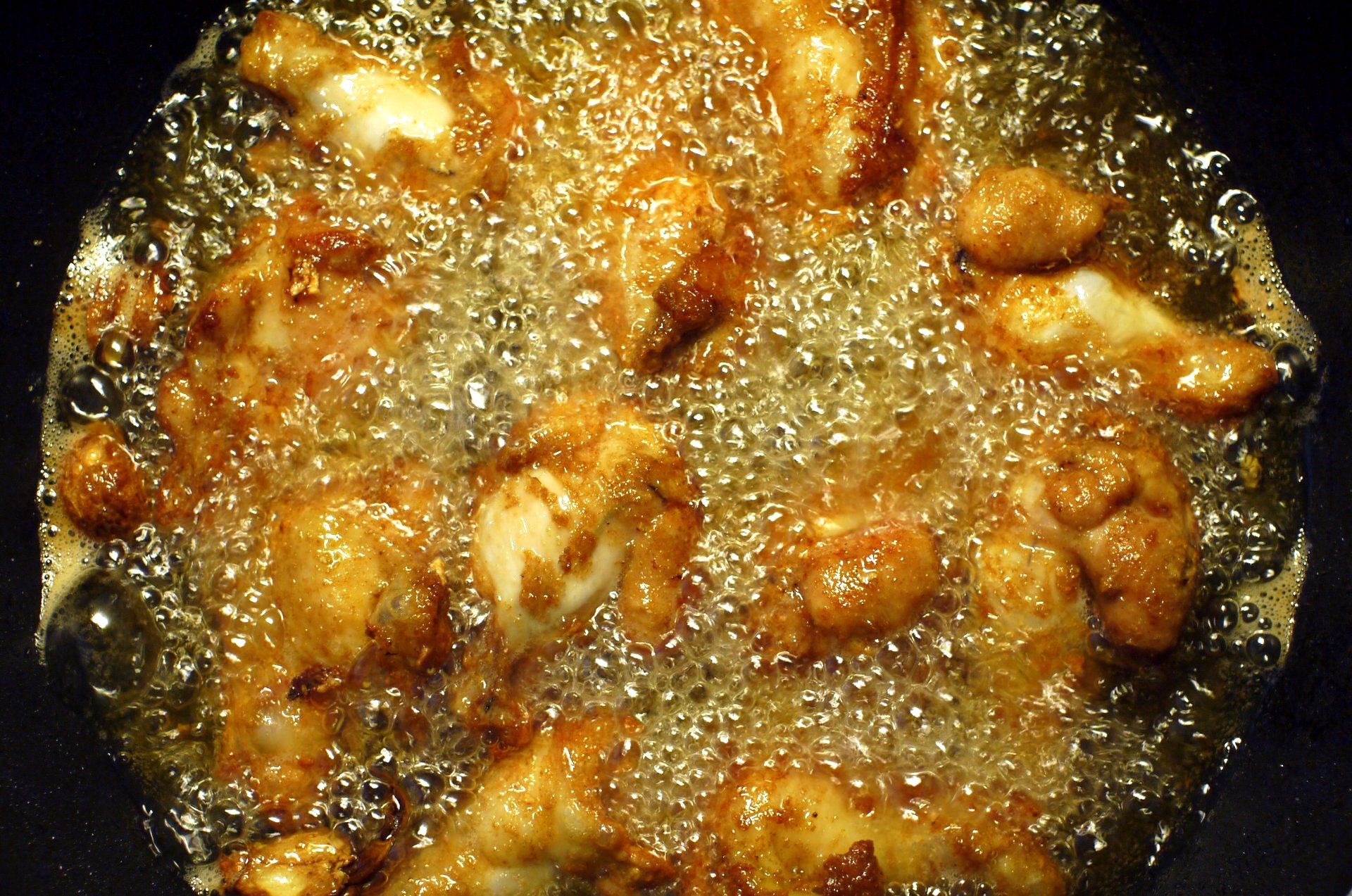
Pollo fritto in profondità in una padella
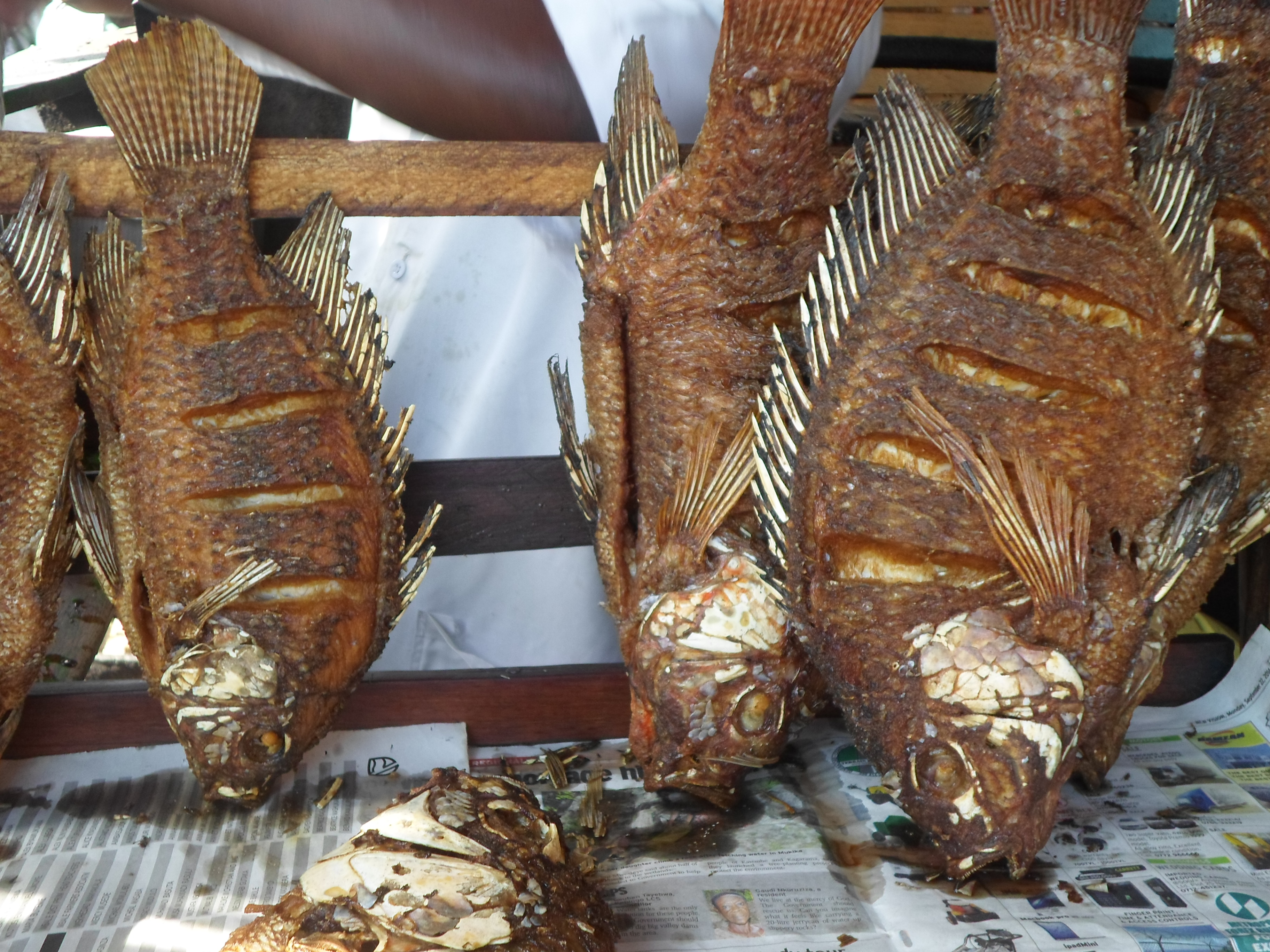
Pesci fritti in profondità dall'Uganda
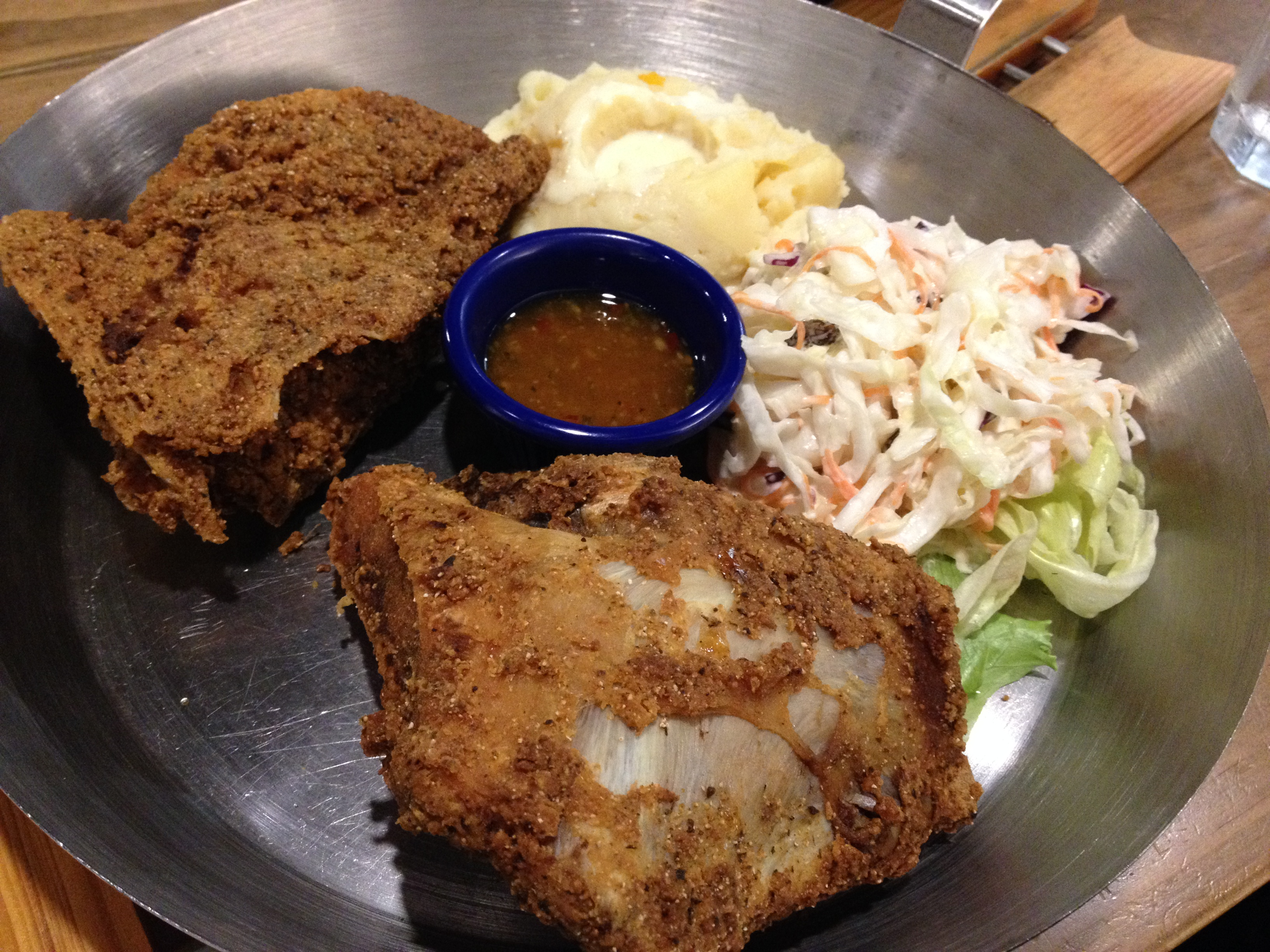
Rotolo di pesce spada fritto in profondità
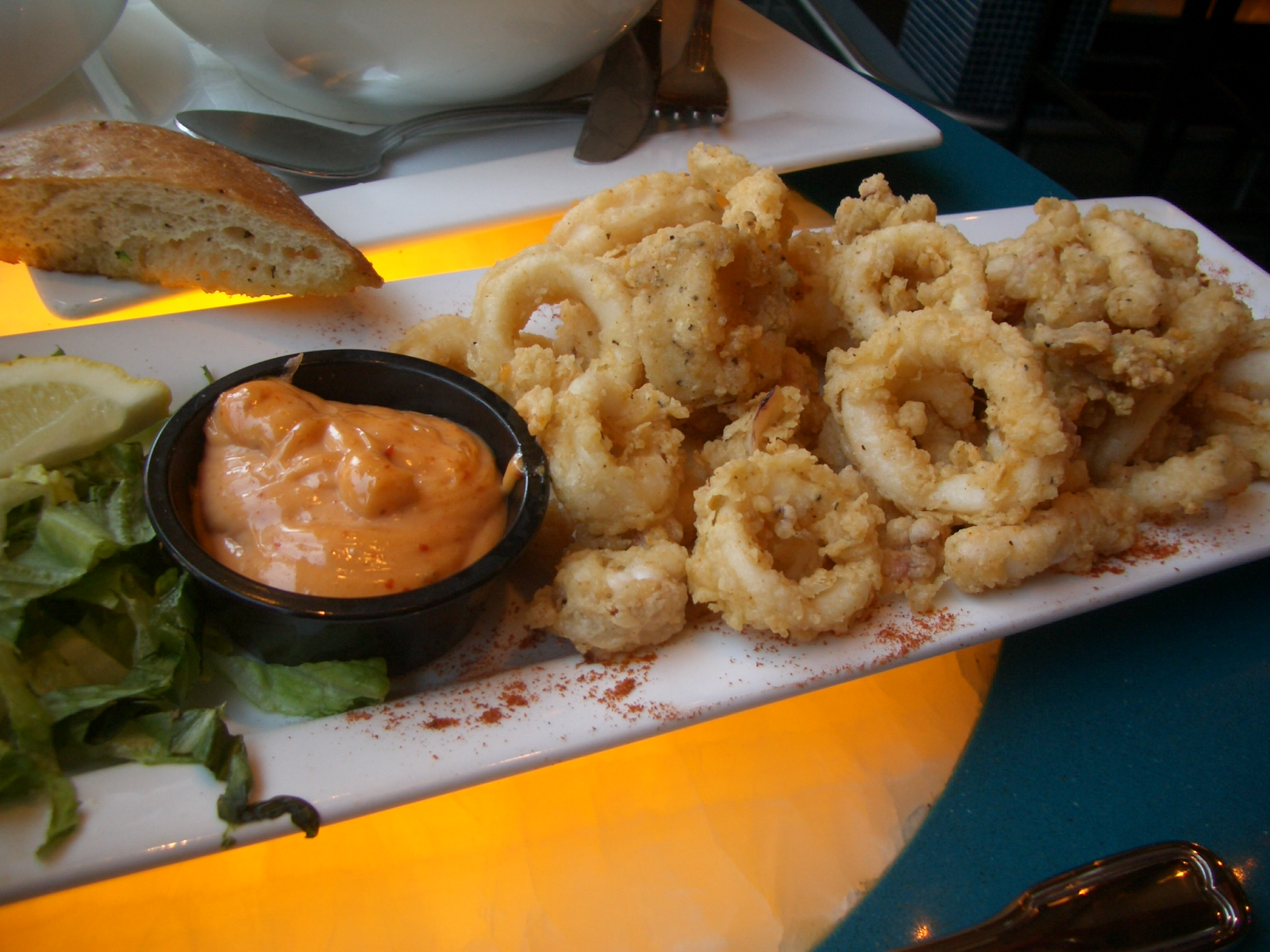
Calamari impanati fritti in profondità
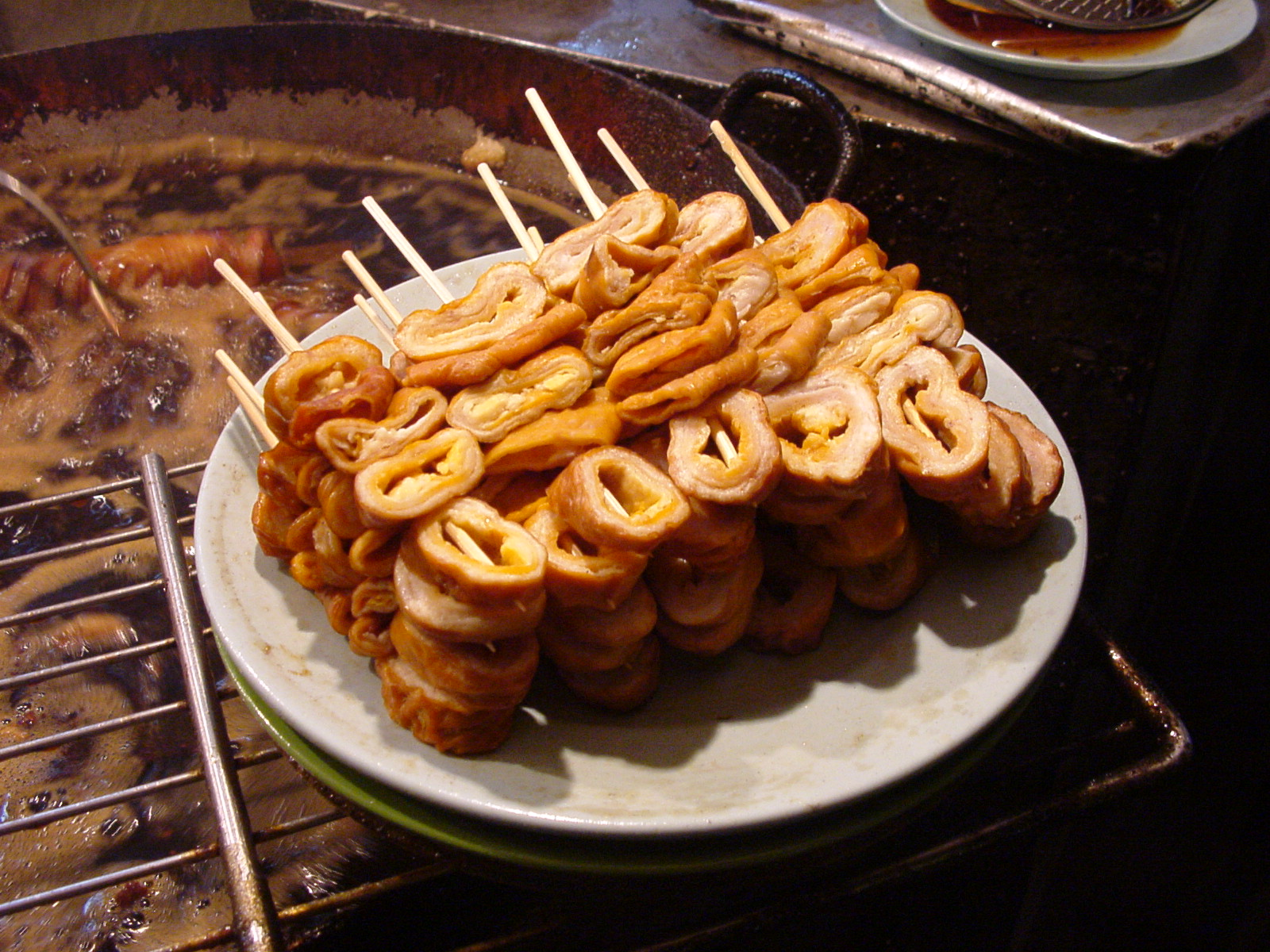
Intestini di maiale fritti in profondità

### Africa
In Africa settentrionale, i piatti fritti in profondità fanno parte della cucina. Un cibo comune in questa regione sono le frittelle fritte in profondità, chiamate "spugne". In aree dell'Africa meridionale, i cibi da strada includono patate e patatine cassava fritte in profondità. I cibi fritti in profondità nelle campagne del Sudafrica includono tra gli altri pesce e patatine (fish and chips), vetkoek e koeksisters.

### Asia

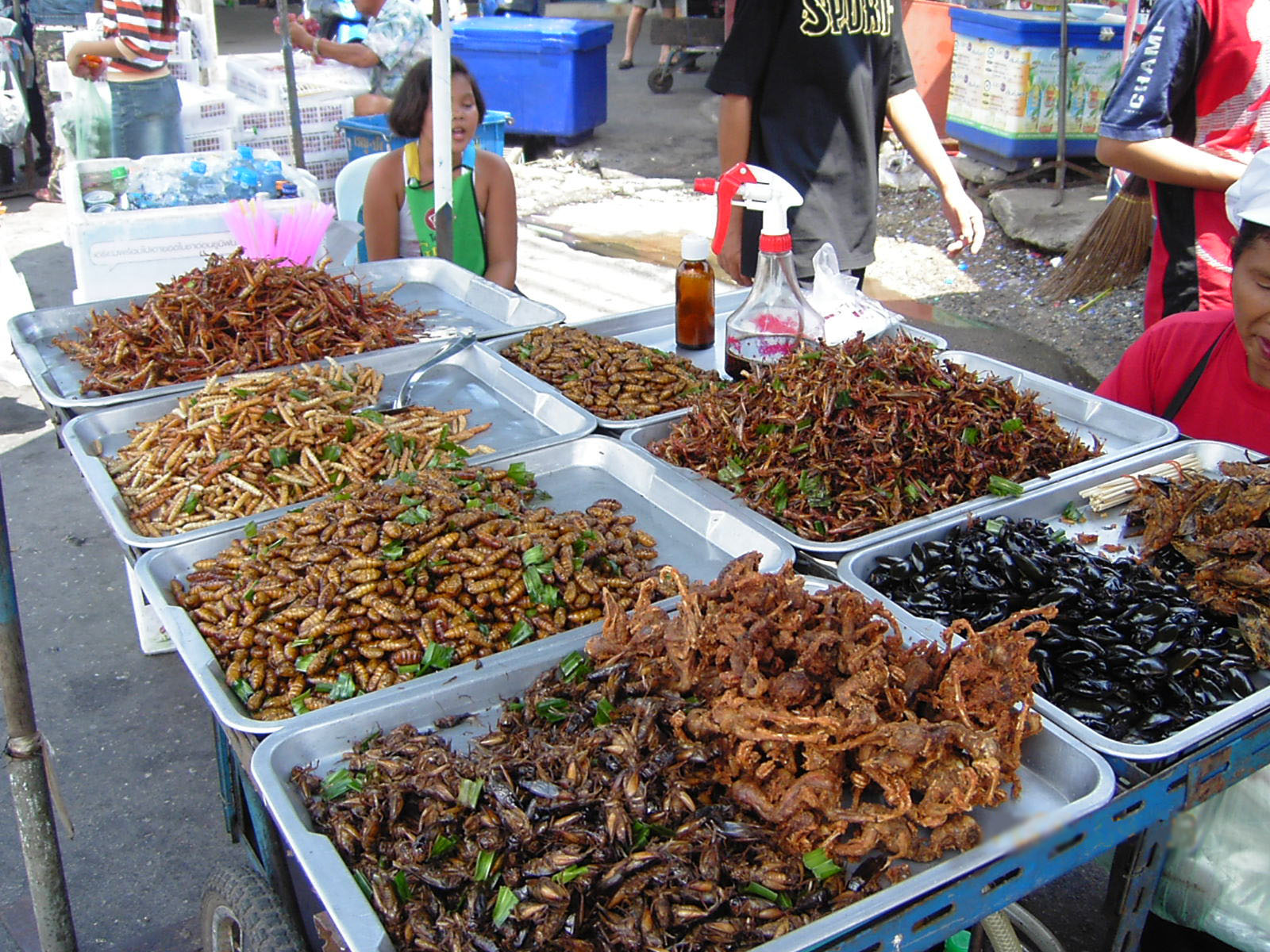
Insetti fritti in profondità per consumo umano venduti su una bancarella a Bangkok (Thailandia)

Il tempura è un popolare cibo fritto in profondità che consiste generalmente di pesce e verdure impastellati e fritti. I piatti giapponesi fritti in profondità, o agemono, comprendono altri stili oltre al tempura, come il karaage, il korokke, il kushikatsu e il tonkatsu. In aree del Sud-est asiatico come la Thailandia, gli insetti sono comunemente fritti in profondità per il consumo umano. Articoli di fast food all'occidentale come donuts, pollo fritto e patate fritte stanno diventando popolari anche in Asia.
Pesce fritto in profondità, tofu e chả giò si mangiano comunemente nella cucina vietnamita. La frittura profonda si usa anche per fare vari tipi di bánh, inclusi bánh rán (palla di riso fritto), bánh cam (palla di sesamo), bánh tiêu (ciambella vuota), bánh rế (pancake di patate dolci), bánh chuối chiên (frittella di banane), bánh tôm (frittella di gamberi) in stile Hồ Tây e bánh gối (torta a cuscino).
I bastoncini di pasta fritta, conosciuti come youtiao in cinese, si mangiano in molti paesi dell'Asia orientale e sud-orientale.
A Hong Kong, gli intestini fritti di maiale sono un cibo popolare. In Asia meridionale, popolari spuntini fritti in profondità sono i samosa e i pakora.

### Europa

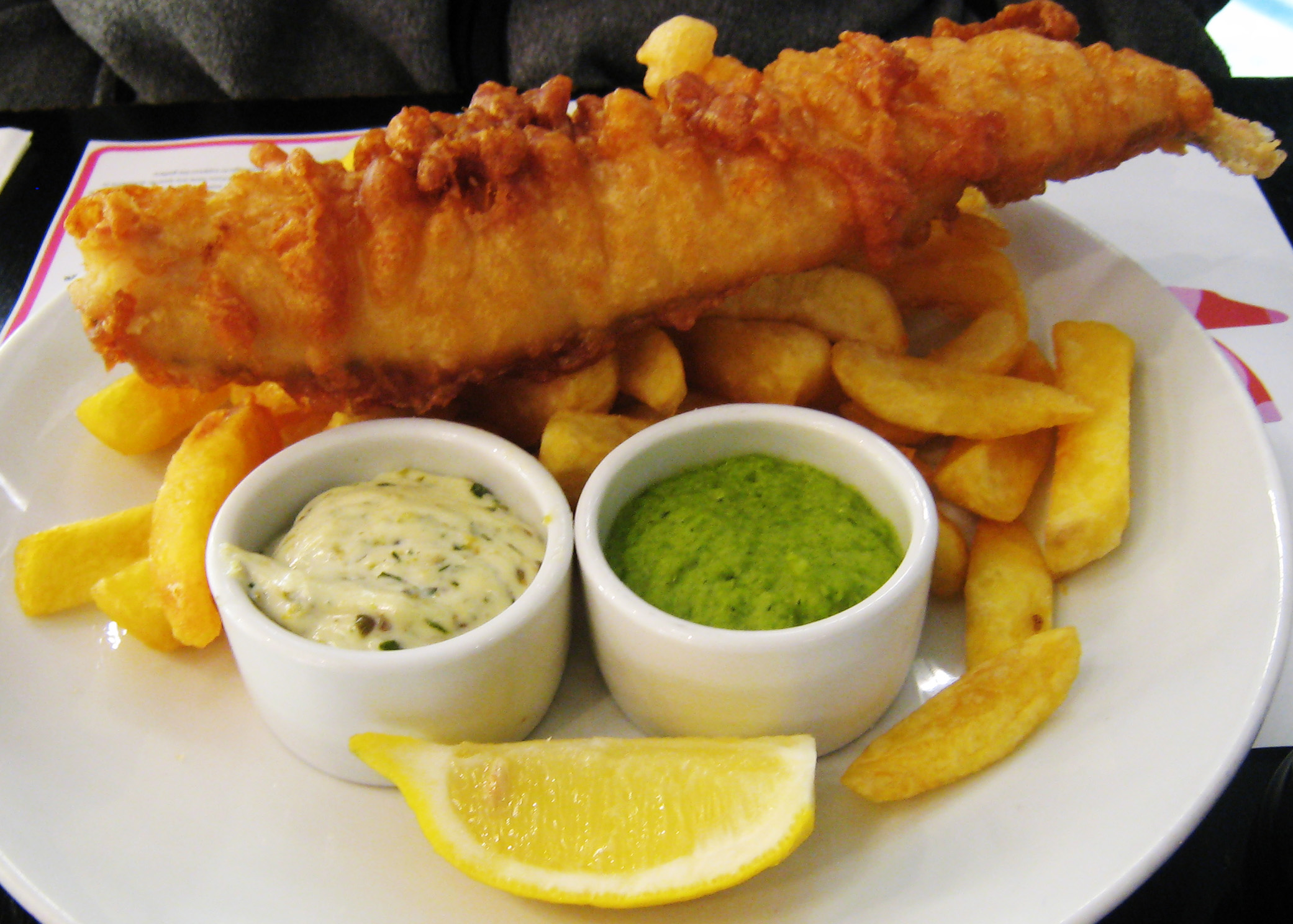
Fish and chips

Molti paesi in Europa usano l'olio di colza puro o idrogenato per la frittura profonda. La barretta Mars fritta in profondità ebbe origine in Scozia, con il Carron Fish Bar di Stonehaven che asserisce di averla inventata all'inizio degli anni 1990. Fish and chips (pesce e patatine) è un piatto fritto in profondità popolarissimo in Inghilterra sin da quando nacque a Londra nel XIX secolo, diffondendosi rapidamente tra la classe operaia. La sua popolarità continua con 229 milioni di porzioni di pesce e patatine vendute annualmente in Inghilterra.
C'è una fiera campionaria annuale dedicata ai cibi fritti in profondità chiamata International Symposium on Deep-Fat Frying ("Simposio internazionale sulla frittura profonda") che ospita dibattiti sulla frittura profonda nonché esposizioni delle aziende coinvolte nel processo.
La tradizione belga richiede che le patate fritte siano fritte in profondità nel grasso filtrato del bestiame, chiamato localmente blanc de boeuf od ossewit.

### America settentrionale
Negli Stati Uniti, l'olio di soia si usa spesso per la frittura profonda. I bignè, originariamente un piatto francese, sono una pasta fritta in profondità popolare nella città statunitense di New Orleans. Il cibo fritto in profondità è una parte centrale della cultura del Sud americano, dove molti ristoranti servono solamente cibi fritti in profondità. Il proprietario di uno di questi ristoranti disse una volta che il cibo fritto in profondità "nel Sud è un modo di vivere". Il fast food è uno dei modi più comuni per consumare il cibo fritto in profondità in America settentrionale.
Le novità gastronomiche fritte in profondità oggi sono popolari nelle fiere statunitensi, specialmente in quelle del Sud americano. Centinaia di portate sono servite in queste fiere. Alcune di esse includono birra, burro e gomma da masticare fritti in profondità. In aggiunta, la frittura profonda si può usare come forma d'arte friggendo oggetti non commestibili, come l'elettronica. Artisti come Henry Hargreaves hanno fritto in profondità riproduzioni di articoli elettronici come iPad, Game Boy e laptop.
I concorsi di cibo fritto in profondità si tengono frequentemente in fiere come la State Fair of Texas ("Fiera di Stato del Texas"), dove si svolge un concorso annuale per il cibo fritto in profondità più creativo. Tra i vincitori notevoli del passato sono da annoverare la Coca-Cola fritta (fried Coke) e il burro fritto in profondità (deep-fried butter), entrambi inventati da Abel Gonzales. Dal 2013, una gara in un reality show statunitense chiamato deep-fried Masters, prodotto dalla Discovery Networks, tiene gare di frittura profonda in varie fiere statali in tutto paese.

### Oceania
Le latterie in Australia possono fornire vari tipi di cibi fritti in profondità, insieme ad altri tipi di cibi.

### America meridionale

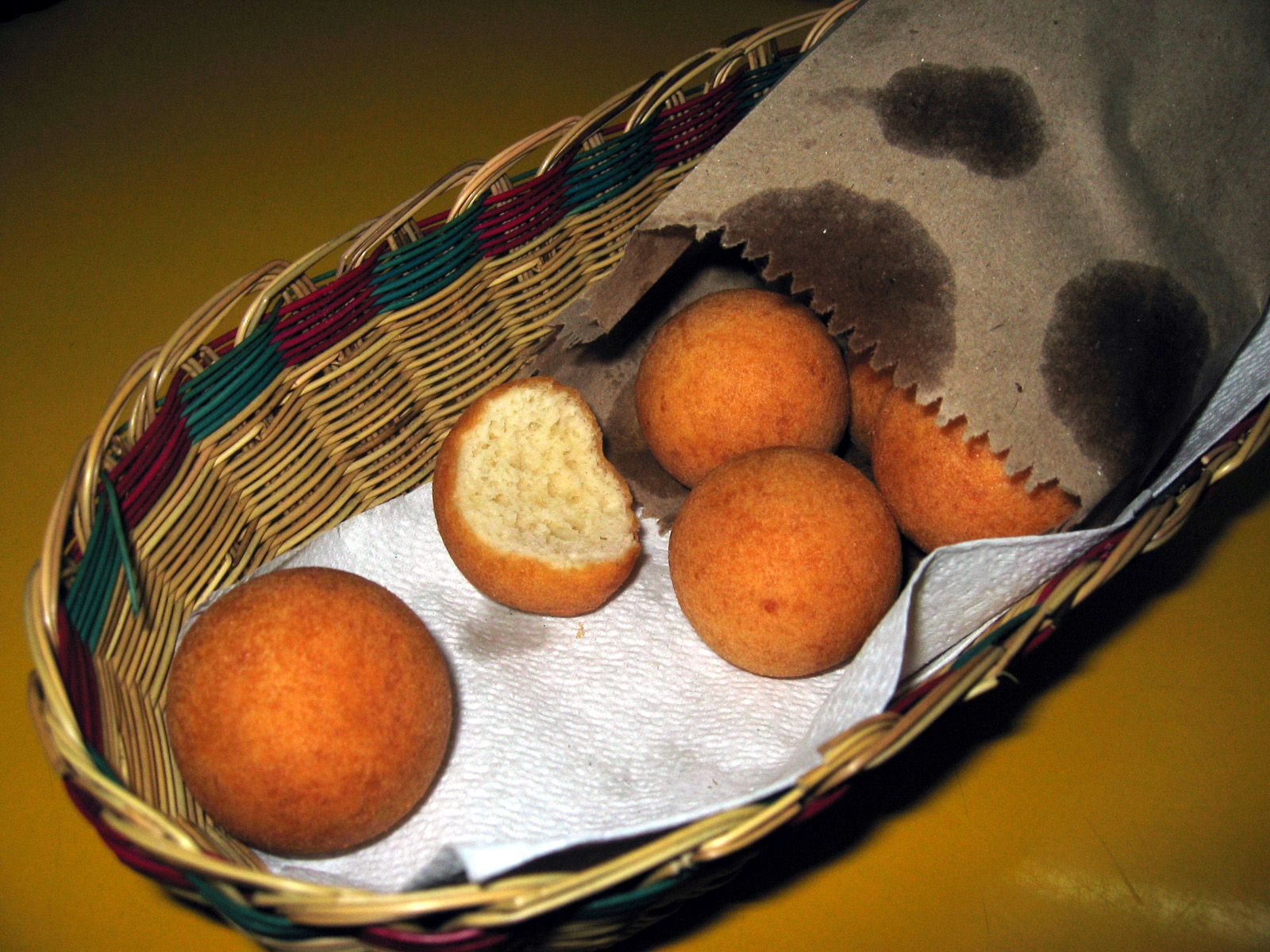
Buñuelos

Il buñuelo è una palla di pasta fritta in profondità, che rappresenta uno spuntino e un cibo di strada molto popolare in America meridionale, come pure in America centrale e in Grecia. Il picarone, un dolce peruviano originatosi nel periodo coloniale, è una torta fritta in profondità con zucca e patate dolci, popolare in Perù e Cile, specialmente durante le feste del raccolto.

## Deterioramemto dell'olio
Il surriscaldamento o l'uso eccessivo dell'olio di frittura porta alla formazione di prodotti di ossidazione e di polimerizzazione dal sapore rancido e di altri composti deleteri, indesiderati o perfino tossici come l'acrilammide (proveniente dai cibi amidacei). Ricerche recenti suggeriscono che il deterioramento dei grassi può essere peggiore quando il grasso o l'olio si friggono con il cibo rispetto a quando si provano da soli in un laboratorio. La frittura profonda sottovuoto aiuta a ridurre significativamente la formazione di acrilammide, ma questo processo non è ampiamente usato nell'industria alimentare a causa dell'alto costo d'investimento richiesto.
Alcune prove e indicatori utili di un eccessivo deterioramento dell'olio sono i seguenti.
- Sensoriali: inscurimento, fumo, schiumatura, ispessimento, sapore rancido e odore sgradevole quando si riscalda. Questo però è il modo meno affidabile per decidere quando cambiare l'olio, perché si tratta di fattori molto soggettivi e che possono dipendere da cause diverse.
- Strisce di prova: consentono di decidere quando cambiare l'olio solamente in base al contenuto misurato di acidi grassi liberi (free fatty acids, FFA).[65]
- Analizzatore di olio: strumento di misurazione per definire esattamente il punto in cui cambiare l'olio in base al rapporto TPM/TPC (Total polar material/Total polar compounds, "Materiale polare totale/Composti polari totali").
- Laboratorio: acidità, valore di anisidina, viscosità, composti polari totali, trigliceridi polimerici.

Strumenti che indicano con sufficiente accuratezza i composti polari totali (attualmente il miglior misuratore singolo di quanto un oggetto sia fritto in profondità) sono disponibili attualmente ad uso della ristorazione e dell'industria.

## Rischi

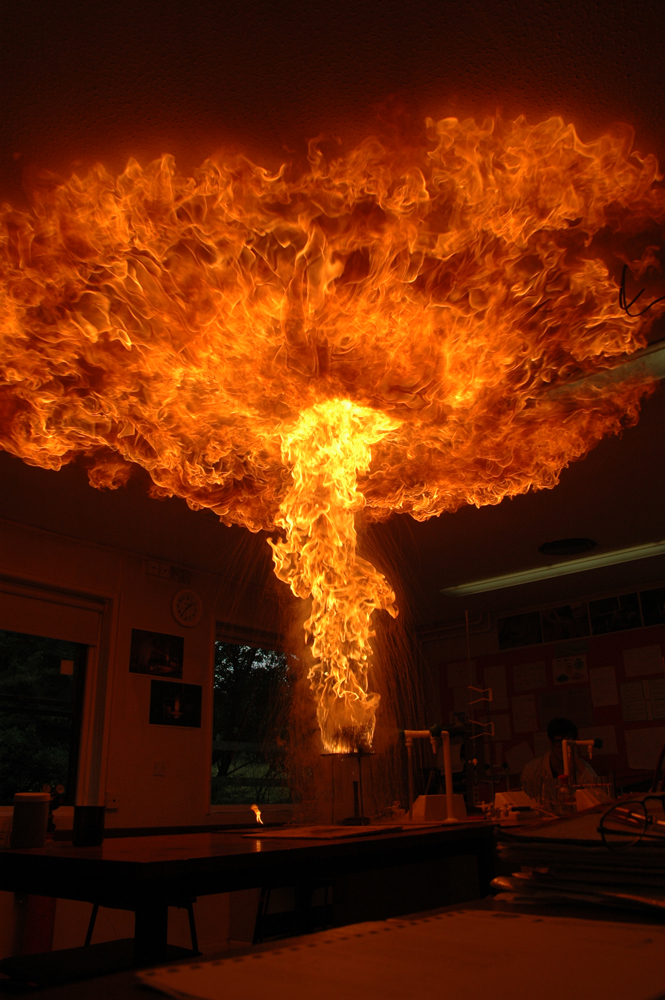
Quando si frigge in profondità, possono svilupparsi incendi molto gravi, con gli incendi delle friggitrici per patate che sono la causa principale di incendi domestici nel Regno Unito.

L'olio di cottura è infiammabile, e accendendolo a una temperatura troppo alta si possono causare incendi. Inoltre, i tentativi di spegnere un incendio dell'olio con acqua causano una situazione estremamente pericolosa, un traboccamento, in quanto trasformano improvvisamente l'acqua in vapore a causa dell'alto calore dell'olio, facendo schizzare a sua volta l'olio ardente in tutte le direzioni e aggravando così l'incendio. Questa è la principale causa di incendi domestici nel Regno Unito. Invece, gli incendi dell'olio devono essere spenti con un estintore privo di acqua o per soffocamento. Altri mezzi per spegnere l'incendio di un olio includono l'applicazione di polvere secca (ad es., bicarbonato di sodio, sale) o di schiuma antincendio. La maggior parte delle friggitrici commerciali sono munite di sistemi automatici di soppressione degli incendi a base di schiuma.
L'olio di cottura bollente versato può causare anche gravi ustioni di terzo grado, Nello scenario peggiore, le ustioni gravi possono essere fatali. Le temperature più alte e la tendenza dell'olio ad attaccarsi alla pelle rendono l'olio di cottura bollente versato di gran lunga più pericoloso dell'acqua bollente versata. I bambini possono mettere accidentalmente le mani in cima al fornello, giocando con i materiali mentre vengono cotti, o rovesciando accidentalmente la pentola, il che può causare notevoli ferite. Si dovrebbe usare la massima cura quando si frigge in profondità in presenza di bambini, per proteggere la loro sicurezza tutte le volte.

## Ambiente

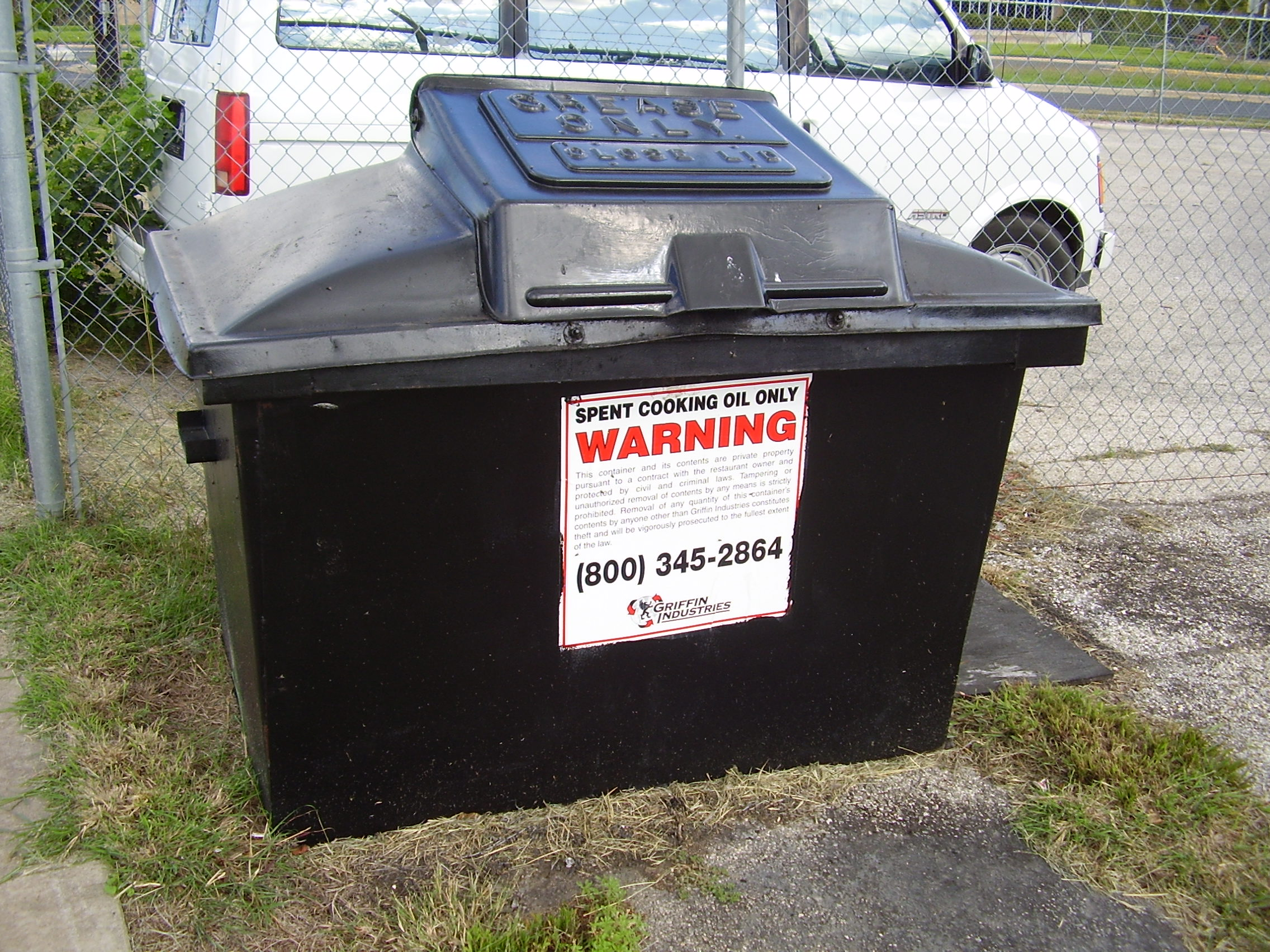
Un bidone per olio alimentare esausto ad Austin (Texas), gestito da un'azienda di riciclaggio

La frittura profonda produce grandi quantità di olio esausto, che devono essere smaltite correttamente. L'olio esausto può inondare le fognature, attaccarsi alle pareti delle condutture fognarie e interferire con il trattamento delle acque di scolo. L'olio esausto proveniente dalla frittura profonda viene sempre più spesso riciclato e raffinato in biodiesel. Le patate che sono conservate in magazzini con umidificazione artificiale contengono più acqua, il che rende più lungo il tempo richiesto per friggerle in profondità come patatine. Questo aumenta l'impronta di anidride carbonica della produzione commerciale di patatine perché è richiesta più energia per friggere in un periodo più lungo. Secondo una certa fonte, una friggitrice domestica media consuma 2.000 watt.

## Salute
Il processo di friggere il cibo in profondità è generalmente nocivo per i suoi valori nutrizionali. Gli oli che i cibi assorbono nella loro pastella contengono tipicamente grandi quantità di grassi, specialmente grassi saturi e grassi trans. Il consumo di grandi quantità di grassi saturi e trans è stato collegato a un più alto rischio per alcuni tumori, incluso il carcinoma della prostata. Mangiare cibi fritti in profondità è stato collegato anche a più alti livelli di colesterolo, obesità, attacchi cardiaci e diabete. I cibi fritti in profondità a certe temperature possono contenere anche acrilammide, un possibile carcinogeno. Per giunta, i processi di degradazione dei grassi durante la frittura profonda producono come risultato la perdita di valore nutrizionale nei cibi trattati. L'olio di cottura della frittura profonda riutilizzato può in aggiunta causare l'innalzamento della pressione arteriosa e l'ipertrofia vascolare.
Alcuni studi hanno trovato che la frittura profonda negli oli di oliva e di semi di girasole è meno nociva per la salute e in alcuni casi ha effetti positivi sui livelli di insulina. L'olio può essere riutilizzato alcune volte dopo l'utilizzo originale dopo aver filtrato i solidi. Tuttavia, l'uso eccessivo dello stesso può farlo scindere e rilasciare composti nel cibo che possono essere carcinogeni, possono colpire la salute del fegato o influenzare la capacità del corpo di assorbire le vitamine. Alcuni paesi europei hanno fissato parametri sanitari per la sicurezza dell'olio per friggere.